# Philhygra volans
Philhygra volans är en skalbaggsart som först beskrevs av Scriba 1859.  Philhygra volans ingår i släktet Philhygra, och familjen kortvingar. Arten är reproducerande i Sverige.